# Бродівська міська рада
Бродівська міська рада — орган місцевого самоврядування у Бродівському районі Львівської області. Адміністративний центр — місто Броди.

## Загальні відомості
Територією ради протікає річка Суховілка (притока Стиру).

## Населені пункти
Міській раді підпорядковані населені пункти:
- м. Броди

## Склад ради
Рада складається з 34 депутатів та голови.

### Керівний склад ради
| ПІБ                       | Основні відомості                                               | Дата обрання | Дата звільнення |
| ------------------------- | --------------------------------------------------------------- | ------------ | --------------- |
| Семчук Богдан Миронович   | Міський голова, 1956 року народження                            | 26.03.2006   | 31.10.2010      |
| Белей Анатолій Андрійович | Міський голова, 1963 року народження, освіта вища, безпартійний | 31.10.2010   |                 |

Примітка: таблиця складена за даними джерела